# هنري بوفورت (دوق سومرست الثالث)
هنري بوفورت، دوق سومرست الثالث (بالإنجليزية: Henry Beaufort, 3rd Duke of Somerset)‏ كان قائداً مهماً لجيش أسرة لانكاستر في حرب الوردتين. يلقب في بعض الأحيان بدوق سومرست الثاني من بعد وفاته عمه أصبح والده دوق سومرست الأول مما يعني أن ابنه أصبح دوق سومرست الثاني.